# Totip

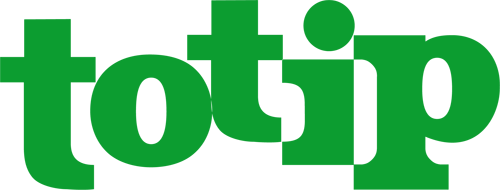
Marchio del concorso

Il Totip, abbreviazione di totalizzatore ippico, è stato un concorso a premi il cui obiettivo consisteva nella previsione dell'esito di varie corse di cavalli. Nato nel secondo dopoguerra, il gioco ebbe notevole popolarità sino agli anni ottanta, per poi progressivamente perdere d'interesse, sino alla sua chiusura nel 2007.

## Storia

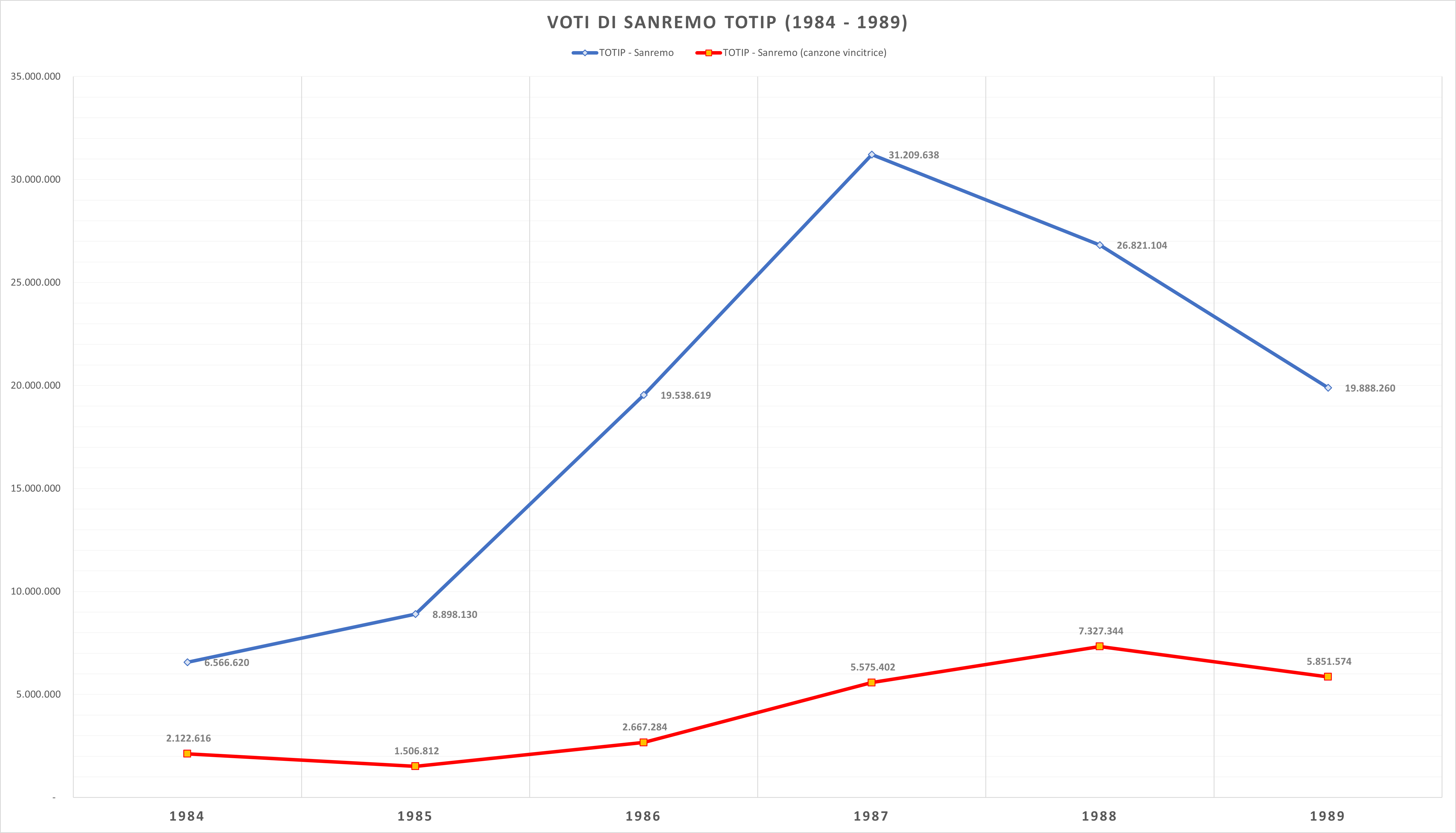
Voti espressi con le schedine Totip per il Festival di Sanremo (1984 - 1989).

Il gioco nacque nel 1948, in seguito a una proposta promossa da SISAL e UNIRE di indire un concorso a pronostico legato all'ippica. Sulla schedina venivano indicate 6 corse di cavalli, sia di trotto sia di galoppo,  disputate di domenica. I cavalli partecipanti venivano suddivisi in gruppi contraddistinti dai simboli 1, X e 2 e il concorrente doveva indovinare i gruppi di appartenenza del primo e del secondo arrivato. Per rendere complessa la scelta dello scommettitore, i tre cavalli in teoria favoriti venivano inseriti in tre gruppi diversi.
Il primo concorso Totip si realizzò il 30 maggio 1948 e ai due vincitori, di Milano e Napoli, andarono quasi un milione e mezzo di lire.
Nel 1995, il gioco venne riformato aggiungendo una settima corsa (dove si doveva indovinare primo e secondo dei cavalli in corsa, indicati stavolta da numeri) e il jackpot. I pronostici quindi passarono da 12 a 14 e il gioco prese il nome di Totip+.

### L'abbinamento al Festival di Sanremo per la selezione del vincitore (1984 - 1989)
Dal 1984 al 1989 grazie al connubio con il Festival di Sanremo, le schedine del Totip abbinarono dapprima un referendum statistico per la miglior canzone (nell'edizione del 1983) e, dall'anno successivo fino all'edizione del 1989, divennero decisive per la scelta della canzone vincitrice. Il successo fu enorme: partendo da poco meno di 7 milioni di voti espressi nel 1984, si arrivò rapidamente a oltre 30 milioni di voti espressi all'edizione del 1987.
L'esclusiva e vincente sinergia con la Scuderia JOLLY CLUB (1982 - 1996 ) L'accordo più importante è sicuramente quello nel Motorsport, grazie alla vincente sinergia con la famosa Scuderia JOLLY CLUB di Milano che creò il Totip Racing Team. Scuderia JOLLY CLUB  Jolly Club  esistente ancora oggi, e che ha partecipato con successo con tutto il suo Team fatto di grandi Campioni, ai Campionati Mondiali , Internazionali e Nazionali di Rally, Pista, Off Shore, Enduro e Motocross, grazie alla quale  il Marchio TOTIP ha avuto grande notorietà in tutto il mondo e che dette vita al concorso TOTIP Felici e Vincenti, sulle statistiche sui vincitori dei vari Rally di Campionato Nazionale ed Internazionale. Celebre la famosa pubblicità televisiva con le Lancia 037 del Jolly Club, Frate indovino ed il Campione Miki Biasion, girata realmente durante le Prove del Rally dell'Isola D'Elba.
Oggi il marchio TOTIP, vive nella storia della Fondazione MEIC del Gruppo SISAL che ne detiene la proprietà.

## Record
| N° | concorso | data             | vincita                             | comune      | provincia     |
| -- | -------- | ---------------- | ----------------------------------- | ----------- | ------------- |
| 1  | 48       | 29 novembre 1998 | EUR 2 136 714,46 (L. 4 137 256 100) | Pescara     | Pescara       |
| 2  | 11       | 17 marzo 1996    | EUR 2 102 246,95 (L. 4 070 517 700) | Torino      | Torino        |
| 3  | 35       | 31 agosto 1997   | EUR 1 985 783,23 (L. 3 845 012 500) | Ortona      | Chieti        |
| 4  | 5        | 30 gennaio 2000  | EUR 1 544 175,66 (L. 2 989 941 000) | Legnago     | Verona        |
| 5  | 2        | 11 gennaio 1998  | EUR 1 212 680,62 (L. 2 348 077 100) | Altamura    | Bari          |
| 6  | 15       | 12 aprile 1998   | EUR 1 146 892,27 (L. 2 220 693 100) | Palermo     | Palermo       |
| 7  | 46       | 14 novembre 1999 | EUR 1 091 961,14 (L. 2 114 331 600) | Assago      | Milano        |
| 8  | 46       | 14 novembre 1999 | EUR 1 091 051,35 (L. 2 112 570 000) | Càscina     | Pisa          |
| 9  | 42       | 20 ottobre 1996  | EUR 992 531,67 (L. 1 921 809 300)   | Erba        | Como          |
| 10 | 28       | 11 luglio 1999   | EUR 950 503,65 (L. 1 840 431 700)   | San Cataldo | Caltanissetta |